# Октябрьский сельсовет (Кулундинский район)
Октябрьский сельсовет — сельское поселение в Кулундинском районе Алтайского края Российской Федерации.
Административный центр — посёлок Октябрьский.

## История
Статус и границы сельского поселения установлены Законом Алтайского края от 2 декабря 2003 года № 64-ЗС «Об установлении границ муниципальных образований и наделении их статусом сельского, городского поселения, городского округа, муниципального района».

## Население
| 1997  | 1998  | 1999  | 2000  | 2001  | 2002  | 2003  | 2004  | 2005  | 2006  | 2007  | 2008  |
| ----- | ----- | ----- | ----- | ----- | ----- | ----- | ----- | ----- | ----- | ----- | ----- |
| 2348  | ↘2322 | ↘2320 | ↗2330 | ↘2327 | ↘2247 | ↘2243 | ↘2216 | ↗2251 | ↘2189 | ↘2184 | ↘2152 |
| 2009  | 2010  | 2011  | 2012  | 2013  | 2014  | 2015  | 2016  | 2017  | 2018  | 2019  | 2020  |
| ↘2048 | ↗2067 | ↗2068 | ↘2050 | ↘2034 | ↘2000 | ↘1981 | ↘1968 | ↘1925 | ↘1902 | ↘1880 | ↘1825 |
| 2021  |       |       |       |       |       |       |       |       |       |       |       |
| ↘1802 |       |       |       |       |       |       |       |       |       |       |       |

По результатам Всероссийской переписи населения 2010 года, численность населения муниципального образования составила 2067 человек, в том числе 1001 мужчина и 1066 женщин.

## Состав сельского поселения
| № | Населённый пункт | Тип населённого пункта          | Население |
| - | ---------------- | ------------------------------- | --------- |
| 1 | Новознаменка     | село                            | ↘32       |
| 2 | Новопетровка     | село                            | ↗378      |
| 3 | Октябрьский      | посёлок, административный центр | →1263     |
| 4 | Орловка          | село                            | ↘97       |
| 5 | Троицк           | село                            | ↘180      |
| 6 | Эстлань          | посёлок                         | ↗43       |

10 ноября 2009 года были упразднены разъезд Златополь Златополинского сельсовета, Железнодорожной Казармы 15 км Курского сельсовета, разъезд 129 км Октябрьского сельсовета.
Законом Алтайского края от 4 апреля 2017 года № 16-ЗС населённый пункт станция Железнодорожная Казарма 572 км был присоединён к посёлку Октябрьский.